# Castell’Umberto
Castell’Umberto ist eine Stadt der Metropolitanstadt Messina in der Region Sizilien in Italien mit 2815 Einwohnern (Stand 31. Dezember 2023).

## Lage und Daten
Castell’Umberto liegt 99 km westlich von Messina im nördlichen Monti Nebrodi. Die Einwohner arbeiten hauptsächlich in der Landwirtschaft und dem Handwerk.
Die Nachbargemeinden sind Naso, San Salvatore di Fitalia, Sinagra, Tortorici und Ucria.

## Geschichte
Der Ort wurde 1865 gegründet. Durch Erdrutsche obdachlose Familien aus Castanea sollten eine neue Unterkunft bekommen.

## Sehenswürdigkeiten
Sehenswert ist die Pfarrkirche an der Piazza Novembre.